# Strychnos grayi
Strychnos grayi är en tvåhjärtbladig växtart som beskrevs av August Heinrich Rudolf Grisebach. Strychnos grayi ingår i släktet Strychnos och familjen Loganiaceae. Inga underarter finns listade i Catalogue of Life.